# 김재관 (과학자)
김재관(金在官, 1933년 4월 19일 ~ 2017년 12월 25일)은 대한민국의 과학자이다. 대한민국 제1호 유치과학자이며, 대한민국 중화학공업발전의 기반이 되는 '포항종합제철소' 건립 제안 및 청사진을 제시하였고, 한국과학기술연구원(KIST)에서 대한민국 산업발전의 초석이 되는 '중화학공업 육성정책'의 최초 밑그림을 그린 과학자이다. 초대 상공부 중공업 차관보를 역임하면서는 '고유모델 자동차산업 육성방안'을 추진하여 대한민국 자동차산업 발전의 기반을 마련하였고, 이후 '한국표준과학연구소(KRISS)'의 설립을 주도하고, 초대 및 제2대 소장으로 역임하면서 대한민국 과학기술 및 산업발전의 뼈대가 되는 국가표준의 기반을 마련하였다. 또한, '국가표준제도(헌법 제127조 제2항)' 헌법 및 '국가표준기본법'을 설계 및 건의하고 명문화하는데 주도적 역할을 하여, 대한민국 과학기술과 산업의 고도화 및 지속가능성에 대한 국가적 기반을 마련하였다.
본관은 안동(安東). 호는 우정 (宇靜, 집 우자, 고요할 정): 내재된 뜻은 온 우주의 균형이 잡히면 고요하다. 즉, '표준'의 역할을 뜻함과 동시에 큰 마음과 성품을 내포한다는 뜻.

## 공적
- 대한민국 제1호 유치과학자

1967년 대한민국 제1호 유치과학자로 초청되어 귀국한 김재관 박사는 당시 불모지였던 대한민국의 중화학공업/종합제철/자동차산업/국가표준제도 등의 초기 설계자로서, 대한민국 과학기술과 산업발전의 중요한 기틀을 설계하고, 그 기반을 마련함.
- 한국 중화학공업 발전의 기반이 되는 ‘(포항)종합제철소’ 건립 제안 및 청사진 제시

귀국 전인 1964년, 박정희 대통령의 뮌헨 방문때, 한국경제를 재건하고 한국 산업발전의 기반을 마련하기 위해서는 100만톤 규모의 종합제철소가 필요함을 건의(“한국의 철강공업육성방안(1964)” 제안서)하여 ‘포항종합제철소(현 POSCO)’건립의 기반을 마련하는데 공헌함. 귀국 후, KIST 초대 제1연구부장으로 부임하여 종합제철소에 대한 설계·기획을 맡아, 중화학공업 발전의 기반이 될 수 있는 국제적 규모(103만톤)의 ‘포항종합제철소’ 청사진을 제시. 해외 차관 유치 등 종합제철소 건립을 위한 중요한 계기를 마련함. 당시 일본과의 종합제철소 건립을 위한 협상은 대일청구권자금의 44.3%를 차지하는 핵심 내용으로 대일청구권자금 유치에 결정적인 기여를 함. 당시 일본과의 포항종합제철소 사업 협상을 위한 기술분야 협상 대표자로도
참여하여, 종합제철소 건립 타당성을 직접 설득하였으며, 한국 산업발전에 중추적인 기여를 할 포항종합제철소의 높은 성장가능성과 기술적 경쟁력을 견제하는 일본측과 타협하지 않고 성공적으로 설득시켜 협상을 최종적으로 타결시키는데 핵심적인 역할을 함.  
- 한국 산업발전의 초석이 되는 ‘중화학공업 육성정책’의 최초 밑그림을 그림

1970년, 대한민국 중화학공업 육성의 최초 밑그림이 되는 ‘중화학공업 발전방안’ 마련의 실무책임자(KIST)로서 한국 산업발전의 중요한 밑그림을 제시함. 
즉, “중공업 발전의 기반(1970)” 보고서를 통해 제철, 조선, 전자, 중화학, 자동차 산업 등 대한민국 주요 산업의 최초 육성방안을 기획·설계하고, 이들 산업 탄생의 밑그림을 제시하여, 한국 산업발전의 초석을 마련하는데 크게 기여함.
- ‘고유모델 자동차산업 육성방안’을 추진하여 한국 자동차산업 발전의 기반을 마련

이후 국방과학연구소 부소장 등을 거쳐 1973년 초대 상공부 중공업 차관보로   역임을 하면서 “고유모델 자동차 산업 육성방안”을 제시하고 정책적으로 추진함. 
당시 제시한 ‘고유모델 정책’으로 인해 '포니'가 생산되고, 한국이 개발도상국으로서는 유일하게 국제적 규모의 자동차 제조 산업을 가지게 되는 중요한 기반이 됨. '고유모델 자동차' 산업전략은 개발도상국으로는 중국을 제외하고 유일하게 한국이 고유한 자동사 산업과 경쟁력을 가지게 하는 결정적인 산업정책으로 평가됨. 
- ‘한국표준연구소(현, 한국표준연구원(KRISS)) 초대 소장으로 과학기술 및 산업발전의   뼈대가 되는 국가표준의 기반을 마련

1975년 ‘한국표준연구소’ 설립을 추진하고, 6년간 초대 및 제2대 소장을 역임하면서 독자적 국가표준 시간·시보제도의 확립, 국가표준의 측정, 개발, 운영의 토대를 마련하여, 한국 과학기술 및 산업 발전의 핵심적 기반을 마련하는데 크게 공헌함.
- ‘국가표준제도(헌법 제127조 제2항)’ 헌법 및 ‘국가표준기본법’을 설계 및 건의하고 명문화하는데 기여하여, 대한민국 과학기술과 산업의 고도화 및 지속가능성에 대한 국가적 기반을 마련

‘한국표준연구소’ 소장 역임 당시(1980년), 헌법 제127조 제2항, “국가는 국가표준제도를 확립한다”는 ‘국가표준제도’의 헌법 명문화를 국회 및 법제처에 건의 및 그 명문화를 추진하여, 오늘의 국가 과학기술과 산업의 고도화, 지속 가능한 발전의 기반을 마련하는 데 중요한 공헌을 함. 
1997년 ‘국가표준기본법’을 국회에 건의하고, 제정하는데 기여하여 ‘국가표준심의국’ 창설과 국가표준 대표기관인 ‘표준원’ 설립 등, 국가표준제도 확립의 국가 제도적 기반을 마련하는데 공헌을 함. 

## 약력
- 1944 ~ 1950. 중앙중학교 졸업
- 1950 ~ 1956. 서울대학교 공과대학 기계공학과 학사
- 1956 ~ 1958. 서독 뮌헨공과대학교 기계공학 석사 (Dipl.-Ing.)
- 1958 ~ 1961. 서독 뮌헨공과대학교 기계공학 박사 (Dipl.-Ing.)

## 경력
- 1958         서독 뮌헨공대 기계공학과 근무
- 1962 ~ 1964. 서독 DEMAG社 기획부 근무
- 1964 ~ 1964. 서독 뮌헨공대 금속(기계재료)연구소 연구원 근무 - 대한민국 종합제철산업 육성 건의(뮌헨, 박정희 대통령)
- 1967 ~ 1972. 한국과학기술연구소(KIST) 연구 부장 (제1연구소) - 포항종합제철소 최초설립 프로젝트 추진 주역 및 최초 103만톤 설계  / 대한민국 최초 고유모델자동차 산업 건의 및 기획 / 대한민국 산업화의 기원인“중공업발전의 기반” 정책 설계
- 1968 ~ 1968. 미국 Battelle 기념연구소 연구원
- 1972 ~ 1973. 국방과학연구소(ADD) 부소장
- 1973 ~ 1974. 상공부 초대 중공업차관보 - 고유모델 자동차산업 정책 수립 및 추진 / 대덕과학연구단지 건립위원장
- 1974         국립공업표준시험소 소장
- 1975 ~ 1980. 한국표준연구소 초대 소장
- 1980         국가표준제도의 헌법명문화 국회 건의
- 1980         국가표준제도의 헌법 명문화 법제처에 건의
- 1980         국가개헌안(제118조 1항)에 국가표준제도 명문화
- 1980         국가표준제도(헌법 제128조 2항) 국민투표 확정
- 1981 ~       인천대학교 기계공학부 교수
- 1985 ~       한독협회 부회장 (회장 김우중)
- 1985 ~ 1991. 한국정밀공학회 회장
- 1987         국가표준제도 (헌법 제127조 2항) 국민투표 확정
- 1988 ~ 1991. 인천대학교 대학원장
- 1997         국가표준기본법제정 국회 건의
- 1999         국가표준기본법 의원입법으로 제정
- 1999         국가표준기본법 발효
- 1999         국무총리 산하에 국가표준심의국 창설
- 1999         국가표준 대표기관인 표준원 설립

## 수상
- 1971. 국민훈장 동백장
- 1988. 5.16 민족상
- 2001.  과학기술훈장 혁신장

## 저서
- ‘한국의 철강공업육성(영문)’ (1964)
- ‘중공업발전의 기반 (상, 하)’ (1970)
- ‘국가표준제도의 국제비교연구’ (1986)
- ‘2000년대의 국가표준제도’ (1988)
- ‘선진국가표준제도의 확립 연구’ (1998)
- '뮐렌도르프의 일생'

## 관련링크
- 박정희에게 '철강업 육성방안' 건넨 36세 청년…한강의 기적 숨은 주인공 [사이언스라운지] 출처  https://m.mk.co.kr/news/it/view/2022/03/206690/
- '중앙일보'[삶과추억] 박정희가 처음 불러들인 ‘유학파 과학자’ 김재관 박사 별세: 출처 https://news.joins.com/article/22233019
- '조선일보' 박정희 전 대통령에게 포항제철 설립 건의 김재관 박사 별세: 출처 http://news.chosun.com/site/data/html_dir/2017/12/26/2017122600945.html
- '헬로우디디' '국가표준제도확립 주역' 김재관 표준연 초대소장 별세: 출처 http://news.chosun.com/site/data/html_dir/2017/12/26/2017122600945.html
- 'POSCO 뉴스룸' [포스코 기획] [남기고싶은이야기 42] 김재관 前 KIST 실장, 포항 1기 103만 톤은 KIST의 독자적 설계안···자부심 느껴 https://www.posco.co.kr/homepage/docs/kor5/jsp/news/posco/s91fnews002p.jsp?idx=281716%5B깨진+링크(과거+내용+찾기)%5D
- 'POSCO 뉴스룸' [포스코 기획] [남기고싶은이야기 71] 윤여경 前 KIST 경제분석실장, 종합제철 건설계획 경제적 타당성 분석한 KIST 1세대 연구원: https://newsroom.posco.com/kr/%EB%82%A8%EA%B8%B0%EA%B3%A0%EC%8B%B6%EC%9D%80%EC%9D%B4%EC%95%BC%EA%B8%B0-71-%EC%9C%A4%EC%97%AC%EA%B2%BD-%E5%89%8D-kist-%EA%B2%BD%EC%A0%9C%EB%B6%84%EC%84%9D%EC%8B%A4%EC%9E%A5-%EC%A2%85%ED%95%A9/
- '매일경제' [나의 유학시절] 나의 류학시절 (제자·서명은 필자) <374> 인천대교수 김재관 ①: http://m.mk.co.kr/onews/1984/736791#mkmain%5B깨진+링크(과거+내용+찾기)%5D
- '매일경제' [나의 유학시절] 나의 류학시절 <380> (제자·서명은 필자) 인천대교수 김재관 완: http://m.mk.co.kr/onews/1984/737850#mkmain%5B깨진+링크(과거+내용+찾기)%5D